# 國際義人
國際義人（羅馬化：Chassidey Umot HaOlam，直译：「世界各國正義之人」）。所謂「世界各國正義之人」在猶太傳統上是用於有良心的非猶太人的用語。根據猶太傳統，以「摩西五經」、「塔木德」、「口傳律法」等相對嚴格的“613條戒律”用在猶太人身上，要求猶太人有義務將這些戒律世代傳承下去；而對於非猶太裔人則適用較爲寬鬆的「挪亞七律」，非猶太裔人遵守「挪亞七律」也可進入天國。
1953年以色列根據國會通過的一項法案，決定成立“以色列猶太大屠殺紀念館”（Yad Vashem），負責收集建立有關大屠殺的文獻資料、進行研究和教育，以紀念在二戰期間被納粹德國以及合作者屠殺的600萬猶太人。與此同時，爲了對那些在大屠殺期間，不惜冒著風險和剋服巨大困難，以人道主義勇氣和各種方式向身臨絕境的猶太人伸出援手的世界各國的非猶太裔人表達敬意，以色列政府設立了「國際義人」這個名稱的專項紀念獎。

## 榮譽獎章的授予
自1963年起，由以色列最高法院的一位法官出任“︁國際義人委員會”︁主席，負責頒發“︁國際義人”︁獎章。該委員會在頒獎過程中，設有一定標準，事先必須調查相關詳細全部資料，這些資料中包括大屠殺幸存者和其他目擊者的證言。對得到確認的獲獎者，委員會頒發刻有本人名字的獎章和榮譽證書，并在位於耶路撒冷的以色列猶太大屠殺紀念館内的“國際義人庭園”中的“正義之墻”上刻上獲獎者姓名。在這之前最初是種植紀念樹，後來由於獲獎者人數愈來愈多，栽樹土地不夠用，就改用“正義之墻”。通過將獲獎者名字刻在墻壁上，以永遠銘記獲獎者的歷史功德。接受獎章或是當事者本人、或是已經過世的當事者的親屬代表，授獎儀式或在以色列本國的大屠殺紀念館舉行，或在當事人所在國的以色列外交使領館或當地政府議會所在地舉行。
被確認為“國際義人”的人均可向大屠殺紀念館申請證書，當事人如果已經過世，其親屬有權代替本人申領“國際義人”授權證書，大屠殺紀念館的方針是只要有人提出申請該榮譽稱號，即便當事人已經離世，依照設定的標準和證據獲得認可之後，都會為當事人追授這項榮譽獎章。在獲獎者中，很多人是在離世之後才得到追授，有些獲獎者甚至死於納粹集中營或被納粹當局殺害。

## 對獲獎者的禮遇
對在世時被授予這項榮譽的獲獎者，“國際義人委員會”提供了如下特別禮遇：
- 對定居在以色列的獲獎者，按照其平均收入每月發放現金補助。對獲獎者本人和配偶的住院醫療，按照公務員薪資水準一次性支付爲期8天的補助金。另外，獲獎者包括家庭成員可根據以色列國民健康保險法，享受醫療免費和市政稅收減免[1]。
- 對年邁且經濟生活困難的獲獎者，無論居住在哪裏，每個月都可以獲得來自“國際義人猶太人基金會”（The Jewish Foundation for the Righteous 英文縮寫：JFR）的經濟資助。該基金會是設立在美國紐約的專門慈善團體。大部分接受經濟援助的獲獎者都集中在東歐，其中波蘭獲獎者居多。基金會還會在聖誕節期間提供特別獎金，用於購買食物、藥物和家庭取暖燃料等[2]。

二戰結束之後，至少有130個獲獎者在以色列定居，他們受到了以色列的歡迎，并獲得以色列公民身份。在1980年代中期，他們開始領取特別養恤金。他們當中的人大都融入到了以色列社會。

## 獲獎人數及國籍
截至2023年1月1日，共有28,486人獲獎。所有獲獎者的名字均紀錄於大屠殺紀念館的網站（页面存档备份，存于）。
| 國家       | 獲獎人數 | 獲獎者之中的部分名單 |
| ---------- | -------- | --- |
| 波蘭       | 7,280    | 扬·卡尔斯基、瑪麗亞·科塔芭、伊雷娜·森德勒、格特魯達·巴比林斯卡、艾倫娜·阿達莫維茨、艾琳·古特·奧普迪克、塔德烏什·潘切維茲、亨利克·斯拉維克、魯道夫·魏格爾、斯特凡·科爾邦斯基、埃里克·利平斯基、本尼迪克特·克拉斯科夫斯基、瓦迪斯瓦夫·巴托捨夫斯基、波德戈爾斯卡姐妹 |
| 荷蘭       | 6,066    | 弗里茨·飞利浦、 沃斯夫婦、柯麗·特恩·鮑姆、維克托·庫格勒、賈恩·兹瓦滕代克、艾莉達·勃沙特、梅普·吉斯、凱西莉亞·洛特斯、瑪莉安·普里查德、蒂娜·斯特羅博斯、約翰·亨德里克·魏德納、漢妮·沙夫特、貝普·沃斯葵、傑瑞特·范德維恩、索菲亞·博爾瑪、艾麗達·博斯哈特             |
| 法國       | 4,255    | 瑪麗·羅絲·吉内斯特、安妮·博瑪諾瓦、克洛蒂爾德·蓋拉德、泰蕾兹·諾伊麗、蘇珊‧斯帕克、讓娜·布魯斯、安德里·特洛克梅、冉·弗勒里、杜克母女、喬治·勞雷、傑曼·里比埃爾、西蒙尼·坦纳·肖米特、馬克·博格納、瑪麗·路易絲·卡文、馬里奧斯·佩羅多                                  |
| 乌克兰     | 2,707    | 克里門蒂·謝普蒂斯基、瑪莉亞·布蘭特·阿拉布舍娃、娜杰日達·阿列克西奧克 |
| 比利时     | 1,803    | 維特爾斯巴赫·伊麗莎白、馬滕斯夫婦、安德烈·格倫、瑪麗·布法、珍妮·達曼、阿曼德·蒂埃里 |
| 立陶宛     | 924      | 奧娜·希邁特、卡齊斯·格里紐斯、約納斯·保拉維奇烏斯、卡齊斯·賓基斯家族 |
| 匈牙利     | 883      | 卡塔琳·卡拉迪、薩拉·薩爾卡哈茲、基拉伊·貝拉、蓋扎·奧特利克、恩德雷·薩爾萬斯基、蒂博爾·巴蘭斯基、薩拉·卡里格、賈伯爾·斯泰洛、阿隆·馬爾頓 |
| 義大利     | 794      | 喬治·佩拉斯卡、吉諾·巴塔利、卡洛·安吉拉、瑪麗亞·阿涅斯·特里比奥利、奧多爾多·福切里尼、喬瓦尼·帕拉圖奇 |
| 白俄羅斯   | 683      | 馬特里奧娜·阿達莫維奇、萬達·斯庫拉托維奇 |
| 德国       | 659      | 奧斯卡·辛德勒、威爾姆·歐森菲德、卡尔·普拉格、汉斯·冯·多赫南伊、古斯塔夫·施羅德、格奥爾格·費迪南德·杜克維兹、奥托·韋德特、海因里希·格魯伯、赫爾曼·弗里德里希·格雷伯、伊麗莎白·阿貝格                                                                                |
| 斯洛伐克   | 639      | 帕維爾·彼得·戈伊迪奇 |
| 希腊       | 365      | 爱丽丝公主、索菲亞·克里蒂庫、達馬斯基諾斯·帕潘德里欧大主教安吉羅斯·埃弗特 |
| 俄羅斯     | 221      | 奧爾加·察普蘭諾娃、普拉斯科維亞·克里夫琴科娃、亞歷山大·克拉馬羅夫斯基 |
| 塞爾維亞   | 141      | 克拉拉·拜奇、米倫科维奇夫婦 |
| 拉脫維亞   | 138      | 賈尼斯·利普科、席曼夫婦 |
|            | 132      | 伊萬·弗拉涅蒂奇 |
| 捷克       | 125      | 阿萊娜·哈伊科娃 |
| 奥地利     | 115      | 艾拉·林根斯、克雷納夫婦、路德維希·瑟姆拉德、伊爾莎·福克、多羅特婭·內夫、卡爾·莫特西茨基 |
| 摩尔多瓦   | 79       | 伊基姆·馬祖爾、薩穆伊·斯佩諾達， |
| 阿尔巴尼亚 | 75       | 阿爾斯蘭·雷茲尼奇 |
| 羅馬尼亞   | 69       | 霍恩佐倫·埃琳娜、特拉楊·波波維奇、維奥麗卡·阿加里奇、康斯坦丁·卡拉德加 |
| 挪威       | 68       | 西格麗德·海利森·倫德、佩爾·菲·漢森、凱爾·斯塔勒·埃根 |
| 瑞士       | 49       | 保罗·格吕宁格、比爾·巴拉傑蒂、奥古斯特·博尼、伊麗莎白·艾登本茨、卡爾·盧茨、奥爾加·菲爾茨 |
|            | 49       | 諾利亞·波茲德拉茨、斯米爾楊·弗蘭約·切卡達 |
| 亞美尼亞   | 24       | 普蘭·塔什奇楊 |
| 英国       | 22       | 弗蘭克·弗里、簡·海寧、瓊·拉文霍爾、艾達·庫克（瑪麗·伯切爾）、查爾斯·考沃德 |
| 丹麦       | 22       | 丹麥抵抗運動 |
| 保加利亚   | 20       | 迪米特爾·佩舍夫、斯特凡一世主教 |
| 斯洛維尼亞 | 16       | 烏羅什·茹恩 |
| 北馬其頓   | 10       | 哈吉·潘德拉夫婦 |
| 瑞典       | 10       | 拉烏爾·瓦倫貝格、埃里克·佩爾韋 |
| 西班牙     | 9        | 安格爾·桑斯·布里斯、塞巴斯蒂安·拉迪加勒斯、愛德華多‧卡列洪 |
| 美国       | 5        | 瓦里安·弗莱、瑪莎‧夏普夫婦、羅迪·埃德蒙茲 |
| 爱沙尼亚   | 3        | 烏庫·馬辛、塞爾姆勞格斯夫婦 |
| 印度尼西亞 | 3        | 托雷·馬德納 |
| 秘魯       | 3        | 何塞·馬瑞·巴雷托 |
| 葡萄牙     | 3        | 阿里斯蒂德·門德斯、卡洛斯·桑帕約·加里多、喬金·卡雷拉 |
| 巴西       | 2        | 路易斯·馬丁斯·德索薩·丹塔斯、阿拉西·代·卡瓦略 |
| 智利       | 2        | 薩米爾·德爾·坎波、瑪麗亞·愛德華兹 |
| 中國       | 2        | 潘均順、何鳳山 |
| 古巴       | 1        | 安帕羅·奧特羅·帕波 |
| 埃及       | 1        | 穆罕默德·赫爾米 |
| 土耳其     | 1        | 塞拉哈廷·于爾庫門 |
| 蒙特內哥羅 | 1        | 佩塔·贊科维奇 |
|            | 1        | 曼努埃爾·穆尼奥斯·博雷羅 |
| 日本       | 1        | 杉原千畝 |
| 盧森堡     | 1        | 維克多·博德森 |
| 越南       | 1        | 保羅·阮公英 |
| 愛爾蘭     | 1        | 瑪麗·埃爾梅斯 |
| 薩爾瓦多   | 1        | 阿圖羅‧卡斯特拉諾 |
|            | 1        | 謝爾蓋·梅特雷維利 |

### 引用
1. ↑  . National Insurance Institute of Israel.   [2019-02-19]. （原始内容存档于2008-02-06）.
2. ↑  JFR WEB
3. ↑  JEWISH. INDEPENDENT. NONPROFIT

## 外部連結
- Heroes and Heroines of the Holocaust （页面存档备份，存于） at Holocaust Survivors' Network
- Holocaust Rescuers Bibliography
- Saving Jews: Polish Righteous（页面存档备份，存于）
- Holocaust Memorial Budapest, testimony from the family Jakobovics in 1947
- Witness: "Karoly Szabo played a determining role among Wallenberg's supporters"
- The Jewish Foundation for the Righteous
- Auschwitz: Inside the Nazi State （页面存档备份，存于）
- Site commemorating Poles who gave their lives to save Jews

## 备注
1. ↑  虽然“國際義人”的称号是授予个人的，而不是团体的，但丹麦抵抗运动将拯救丹麦犹太人视为一种集体行为，并要求Yad Vashem不承认抵抗运动成员的个人身份。Yad Vashem尊重这一要求，因此丹麦义人的数量相对较少。